# Кршко
Кршко (словен. Krško) је град и управно средиште истоимене општине Кршко, која припада Посавској регији у Републици Словенији.
По попису становништва из 2011. године насеље Кршко имало је 7.097 становника.
Кршко је чувено по томе што се у његовој непосредној близини налази једина нуклеарна електрана на простору бивше Југославије. Електрана је у равноправном власништву Словеније и Хрватске.